# شهرستان لیچوان
شهرستان لیچوان (به لاتین: Lichuan County) یک منطقهٔ مسکونی در چین است که در فوژوا واقع شده‌است.